# Pháo tự hành chống tăng Jagdpanther
Jagdpanther(tiếng Anh:"hunting panther"-tạm dịch:báo săn) là một tên của một loại pháo tự hành chống tăng của Đức Quốc xã trong thế chiến II. Jagdpanther được lắp trên khung tăng Panther. Nó tham gia cuộc chiến khá muộn (1944) và phục vụ ở cả hai mặt trận:phía Đông và phía Tây. Nhiều nhà quân sự học cho rằng Jagdpanther là loại pháo tự hành chống tăng tốt hàng đầu trong thế chiến II, nhưng số lượng chế tạo khá ít (415 chiếc), những chiếc sản xuất ban đầu lại thường mắc phải một số lỗi kỹ thuật giống như của xe tăng Panther (loại xe tăng được dùng làm khung thân cho Jagdpanther) khiến nó không đủ sức gây ảnh hưởng đến kết quả chiến tranh.

## Phát triển

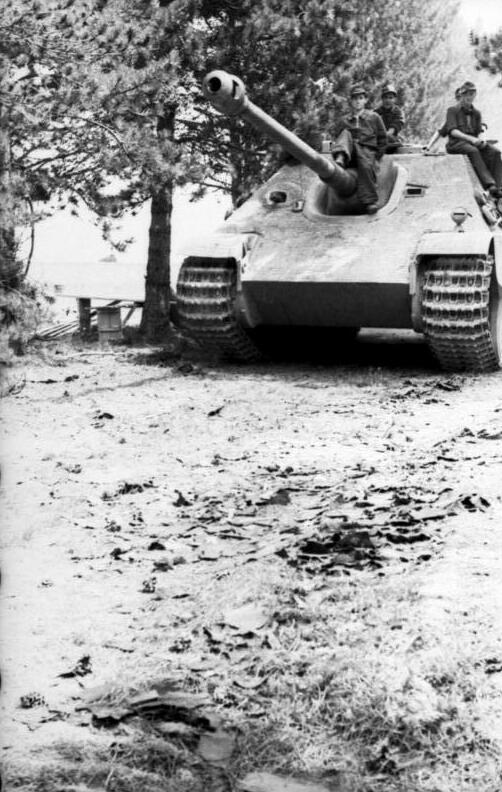
Jagdpanther tại Pháp, năm 1944

Dự án phát triển một loại pháo tự hành hạng trung được trang bị pháo 8.8 cm Pak 43 và lắp trên khung tăng Panther được OKH phê chuẩn từ năm 1942. Việc sản xuất bắt đầu từ năm 1944, vào tháng 2/1944 Hitler đặt tên cho dự án là Jagdpanther.
Để có thể lắp ráp được một khẩu pháo tự hành hạng trung thì Jagdpanther phải chế lại khung tăng sao cho rộng hơn, ngăn để pháo phải có cao hơn và dài hơn. Để làm được điều này các kĩ sư quân sự Đức đã phải hi sinh mất một phần tháp pháo để có chỗ rộng hơn ở bên trong tăng. Jagdpanther được bọc giáp khá kĩ càng và cẩn thận ở một số chỗ quan trọng như: tháp pháo, mặt sau và hai bên sườn. Phiên bản Panther Ausf.G (được xuất xưởng vào tháng 4/1944) cũng có những tính năng tương tự như Jagdpanther.
Về vũ khí, Jagdpanther cũng được trang bị pháo chống tăng 8.8 cm giống Tiger II và súng máy 7,92mm MG-34 để chống bộ binh. Jagdpanther có tỉ lệ chính xác tương đối cao và hoả lực của pháo chính rất mạnh đến nỗi nó có thể chọc thủng bất cứ loại tăng nào của Đồng Minh thời bấy giờ. Nó sửa chữa tất cả các lỗi của Panther như: bộ truyền lực, khiên đỡ và bộ radio. Kíp lái Jagdpanther gồm 5 người: lái xe, pháo thủ, nạp đạn viên, liên lạc viên, chỉ huy.
Hai biến thể của Jagdpanther rất dễ nhận ra: phiên bản G-1 với pháo chính được đặt vào bên trong, ngăn để động cơ của tăng Panther A; phiên bản G-2 với pháo chính to và dài hơn, toàn bộ phần pháo được đặt ra ngoài và bên trong tăng cũng có nhiều khoảng trống hơn. Tất cả hai biến thể đều sử dụng pháo Pak 43/4 và súng máy MG-34.
Hầu hết số Jagdpanther đều hoạt động ở mặt trận phía Đông.

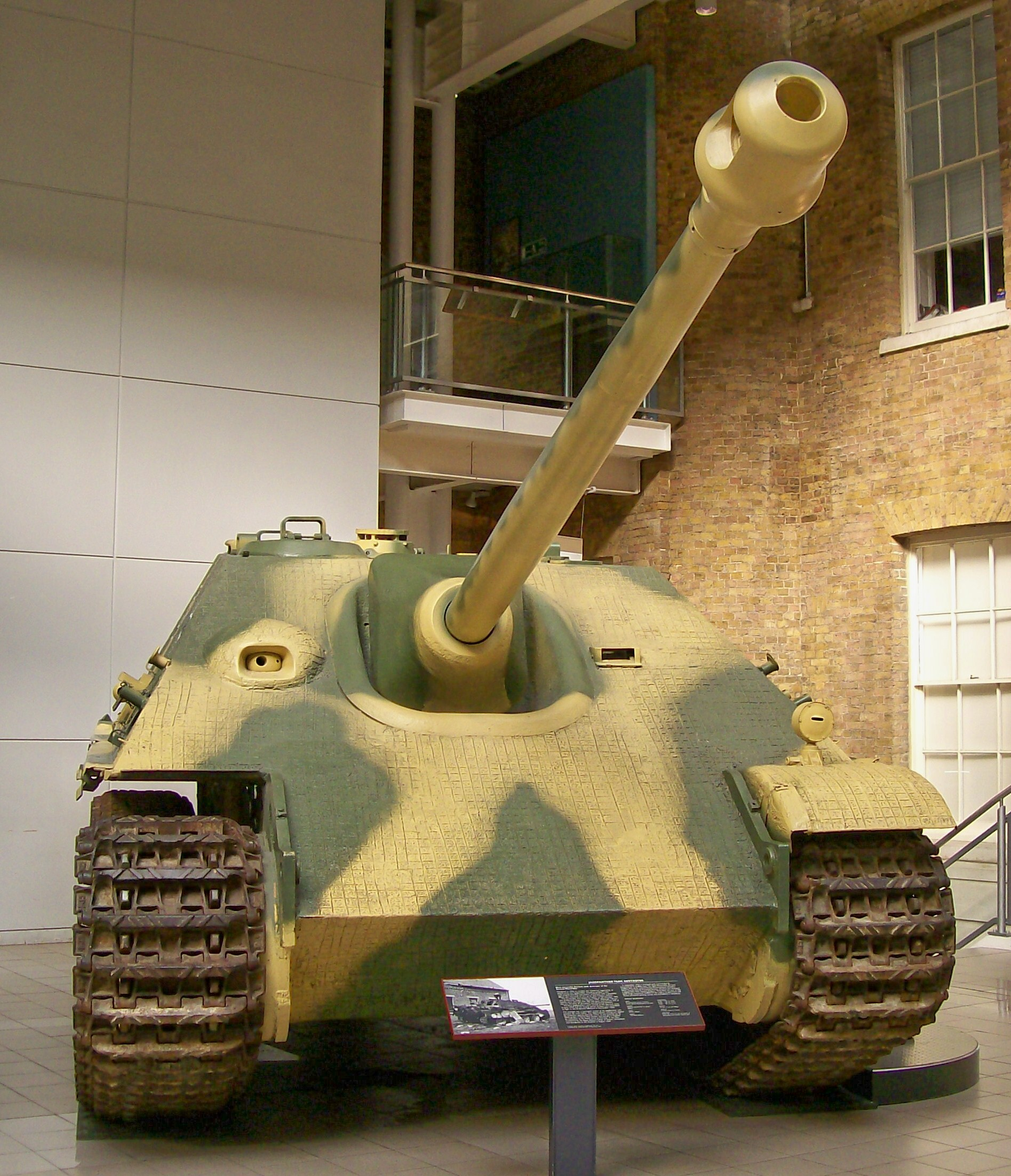
Phần mặt trước của biến thế G-1, bảo tàng chiến tranh Imperial, London

## Lịch sử sản xuất
Có tổng cộng 415 chiếc Jagdpanther được sản xuất từ tháng 1/1944 đến cuối cuộc chiến bởi 3 hãng sản xuất vũ khí:MIAG sản xuất được 270 chiếc tính từ tháng 1/1944 đến cuối cuộc chiến, MNH(Maschinenfabrik Niedersachsen-Hannover) sản xuất 112 chiếc từ tháng 11/1944 và MBA (Maschinenbau und Bahnbedarf) sản xuất 37 chiếc từ tháng 12/1944. Số Jagdpanther chủ yếu hoạt động ở mặt trận phía Đông, chỉ tham gia hai trận ở mặt trận phía Tây là trận Normandy và trận phản công Ardennes.

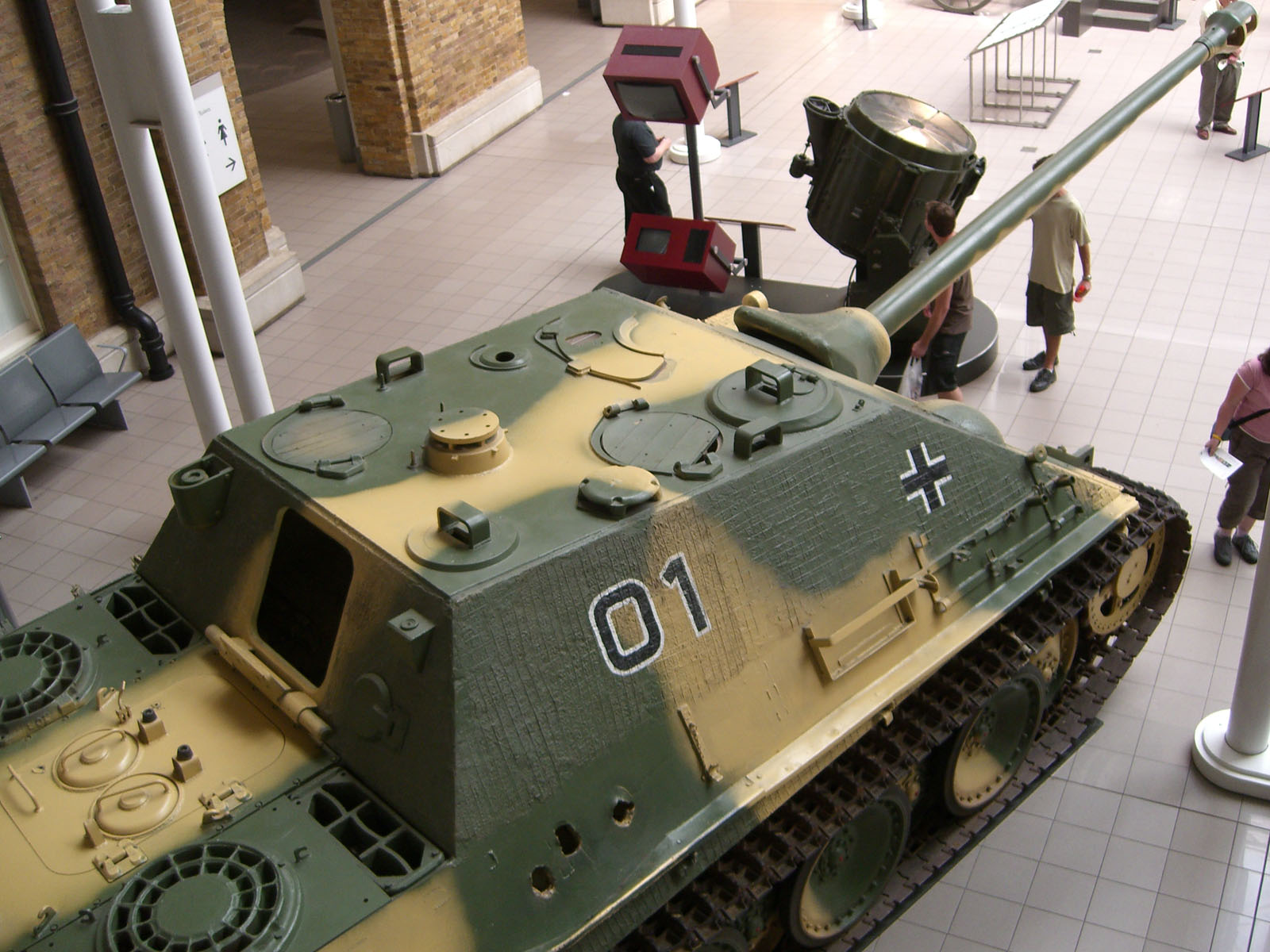
Jagdpanther nhìn trên xuống, bảo tàng chiến tranh Imperial-London

## Lịch sử hoạt động
Số Jagdpanther chính thức được trang bị cho hai sư đoàn số 559 và 654 vào tháng 6/1944. Trong trận phản công Ardennes, có khoảng 300 chiếc Jagdpanther được triển khai tấn công-đây trận đánh sử dụng Jagdpanther nhiều nhất. Số Jagdpanther đã thực sự gây ra khó khăn đối với quân Đồng Minh trong quá trình giải phóng nước Pháp. Những trận đụng độ thiết giáp giữa xe tăng Đồng Minh và Jagdpanther thường xuyên xảy ra và số tăng Đồng Minh thiệt hại khá lớn. Chỉ trong vòng có 3 tháng (11/1944-2/1945), quân Đồng Minh đã mất hơn 1800 xe tăng (chưa kể số tăng bị máy bay tấn công). Từ tháng 2/1945, Jagdpanther được triển khai ở cả hai mặt trận để kìm hãm con đường tiến công của Đồng Minh và Liên Xô. Trận đánh cuối cùng giữa một sư đoàn Jagdpanther và một sư đoàn thiết giáp của Liên Xô diễn ra ở ngoại ô Berlin, có khoảng 100 tăng của Liên Xô bị thiệt hại.

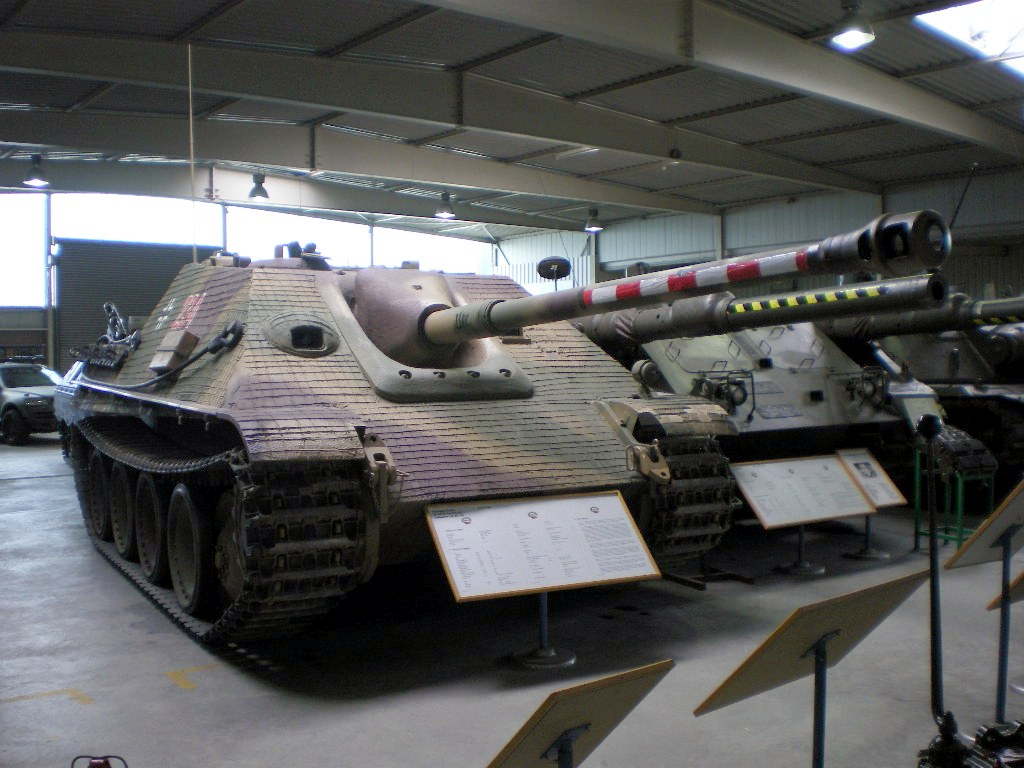
Jagdpanther tại bảo tàng Wehrtechnische Studiensammlung, Koblenz, Đức

## Những chiếc còn sót lại
Hiện tại còn lại 7 chiếc Jagdpanther, có 3 chiếc trong số đó được phục hồi trong điều kiện có thể hoạt động. Số Jagdpanther hoạt động được chủ yếu là do lắp ráp và chế tạo lại. Thay xích và bỏ động cơ cũ, lắp ráp động cơ mới.
Có bảy chiếc Jagdpanther được trưng bày ở bảy bảo tàng sau:
- Bảo tàng thiết giáp Bovington, Dorset UK.
- Bảo tàng chiến tranh Imperial, London, UK.
- Bảo tàng thiết giáp Kubinka, Moscow, Nga.
- Musée des Blindés, Saumur, Pháp.
- Bảo tàng Sinsheim Auto & Technik Museum, Sinsheim, Đức.
- Bảo tàng thiết giáp Thun, Thun, Thuỵ Sĩ.
- Bảo tàng quân sự US, Aberdeen, Mỹ.